# Михайловка (Сновский район)
Михайловка (укр. Михайлівка) — село в Сновском районе Черниговской области Украины. Население 105 человек. Занимает площадь 0,084 км².
Код КОАТУУ: 7425886503. Почтовый индекс: 15204. Телефонный код: +380 4654.

## Власть
Орган местного самоуправления — Сновский сельский совет. Почтовый адрес: 15204, Черниговская обл., Сновский р-н, с. Сновское, ул. 30-летия Победы, 6.